# Hexorthodes optima
Hypotrix optima là một loài bướm đêm trong họ Noctuidae.